# Gene Greytak
Gene Greytak (n. 14 noiembrie 1925, Trumbull⁠(d), Connecticut, SUA – d. 28 februarie 2010, Tustin, California, SUA) a fost un actor american, celebru pentru interpretarea rolului papei Ioan Paul al II-lea în mai multe filme.